# نوكيا لوميا 638
نوكيا لوميا 638 هو هاتف ذكي من نوكيا ضمن سلسلة لوميا يعمل بنظام ويندوز فون تم الكشف عنه عام 2014، تم طرحه في الأسواق في 2014.

## الخصائص
- نظام التشغيل: ويندوز فون 8.1
- الكاميرا الأمامية: لا يدعم
- الكاميرا الخلفية: 5 ميجا بكسل
- الشاشة: 480
- الوزن: 136
- المعالج: Qualcomm Snapdragon 400
- الذاكرة: 	8 جيجا و 1 جيجا رام
- التخزين: يصل إلى 128 جيجا